# 日本海獅
日本海獅（學名：Zalophus japonicus）是已滅絕的海獅。於2003年前，日本海獅都被認為是加州海獅的亞種，但後來有指日本海獅與加州海獅有不同的棲息地及行為，故被分類為獨立的物種。
日本海獅棲息在日本海，尤其是在日本列島及朝鮮半島的近岸地區。牠們一般會在開放及平坦的沙灘上，甚至有時亦會在石上繁殖。
現時在日本及荷蘭有幾個日本海獅的標本。而在大英博物館則存有日本海獅的毛皮及4個頭顱骨。

## 特徵
雄性日本海獅呈深灰色，重450-560公斤，長2.3-2.5米，比雄性的加州海獅大。雌性日本海獅明顯較細小，只有1.64米長，身體較為淺色。

## 分佈及棲息地
日本海獅主要分佈在日本列島、朝鮮半島、千島群島及堪察加半島南端的朝鮮東海沿岸地區。
古代的韓國文獻記載在渤海、黃海及朝鮮東海有海獅及斑海豹的出沒。在日本沿岸的一些地方亦以海獅等為名，如海獅岩、犬吠崎等。

## 生活及繁殖
日本海獅一般會在平坦及開放的沙灘繁殖，但在岩地則較少有，多會在山洞中。

## 用途

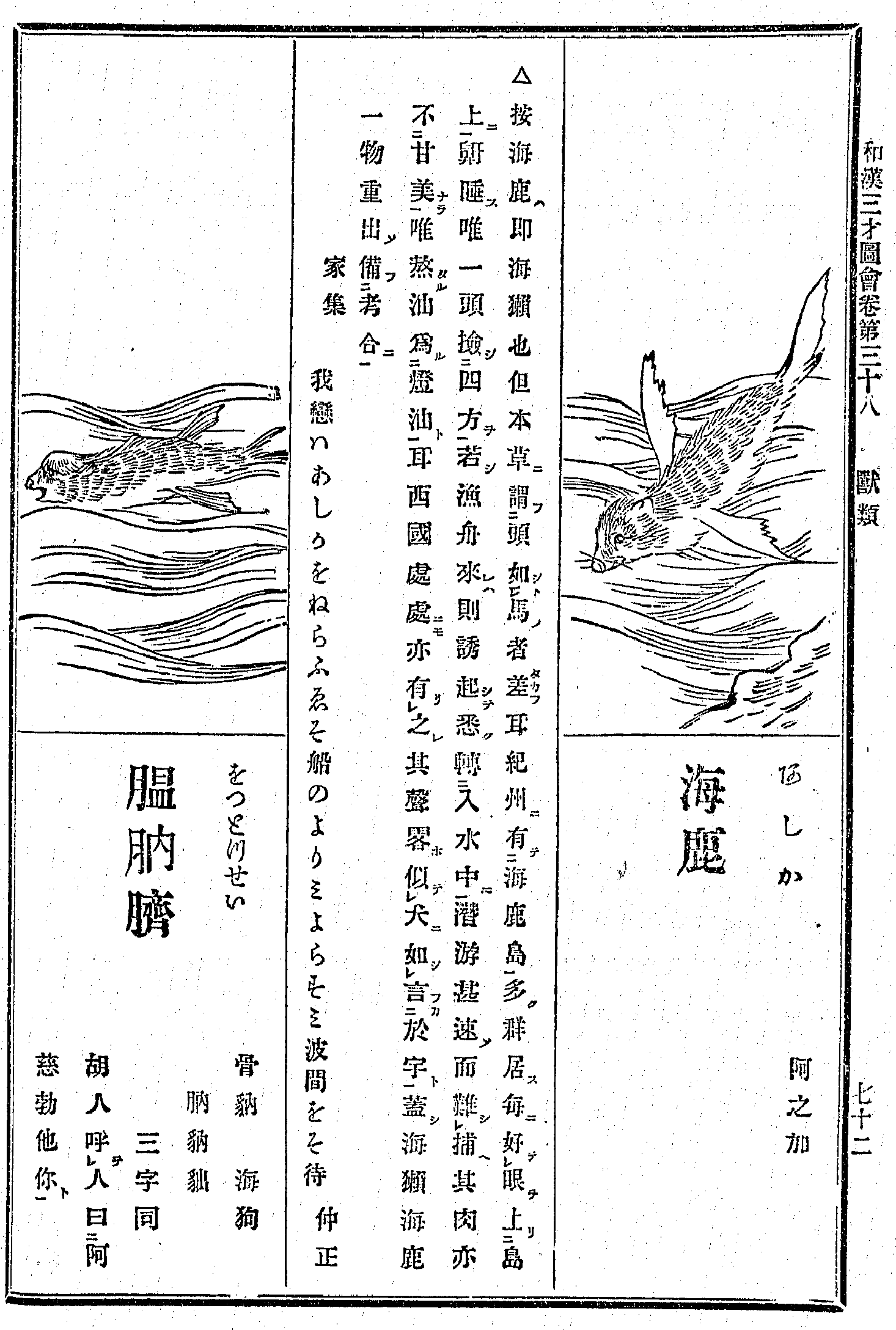
《和漢三才圖會》內描繪的海獅（左）及海狗（右）。

在日本繩文時代的貝塚就曾發掘出很多日本海獅的骨頭。18世紀日本的百科全書《和漢三才圖會》中有記載，牠們的肉質並不可口，只利用牠們的油脂來點燈。從牠們的皮膚上可以提取貴重的油脂，內臟可以製成名貴的藥材，而毛皮則可製成毛革用品等。於20世紀，牠們則被馬戲團所捕獵。

## 滅絕
1900年代初，日本漁獲紀錄中顯示有3200隻海獅被捕獵。到了1915年及1930年代，由於過度獵殺，捕獵的數量分別下降至300隻及幾十隻。日本海獅最終在1940年代滅絕。日本海獅紀錄上就被獵殺了16500隻，這個數目足以令其滅絕。另外，第二次世界大戰的海底戰爭亦破壞了牠們的棲息環境。最近於1950年代，韓國海岸守衛就報告發現海獅。最後證實的發現是在1974年在北海道以北的禮文島附近捕捉到的幼海獅。

## 復生計劃
南韓環境部發起尋找及重新引入海獅到國境內，而國立環境科學院現正進行可行性研究。於2007年，北韓、南韓、俄羅斯及中國成立了聯合的研究團，在中國及俄羅斯海域尋找海獅的蹤影，進而引入日本海水域。若找不到牠們的蹤影，南韓政府則計劃從美國運來加州海獅。